# Искра-1256
«Искра 1256» — советская микро-ЭВМ. Разработана в 1979 году. Выпускалась серийно в 1980-х гг. на производственном объединении «Счётмаш», город Курск.

## Технические характеристики
- Разрядность: 16 бит
- Длительность такта: 340 наносекунд (соответствует тактовой частоте 3 МГц)[2]
- Память: ОЗУ — от 4 до 64 КБ, ПЗУ — 16 КБ
- Элементная база: ИС серии К565, К155, К556
- Быстродействие: для коротких операций — 500 тыс. оп/с, для арифметического сложения — 1 млн оп/с
- Устройство отображения информации: встроено в процессорный блок — монохромный символьный ЭЛТ-монитор. Количество индицируемых символов: 256 (8 строк по 32 символа) или 1024 (16 строк по 64 символа). Матрица символа 5×7 точек. Размер экрана по диагонали: 31 см.
- Габариты: 500 × 525 × 335 мм
- Масса: 37 кг
- Ориентировочная стоимость в зависимости от исполнения — от 6970 до 14200 рублей[3].

В зависимости от исполнения[каких?][уточнить], в поставку включался различный набор устройств, как минимум: процессорный блок, клавиатура, принтер.
Процессорный блок машины включает в себя: логическое устройство (ОЗУ, ПЗУ, операционный блок, блоки управления, интерфейсы ввода-вывода), блок отображения символьно-графической информации (БОСГИ), контроллер накопителя на магнитной ленте (КНМЛ) и сам накопитель («Искра 005-33»). К процессорному блоку подключается клавиатура (устройство клавишное «Искра 007-30»).
В качестве внешних устройств могли подключаться:
- принтер (блок печати «Искра 001-41» либо устройство печати ДАРО-1154-0454)
- графопостроитель аналоговый Н-306
- внешний блок кассетного накопителя на магнитной ленте («Искра 005-36-01»)
- блок статической обработки информации «Искра 015-40» (плата расширения)
- блок Аналогово-Цифрового преобразователя (плата расширения)
- блок Цифро-Аналогового преобразователя (плата расширения)[источник не указан 2828 дней]

## Программное обеспечение

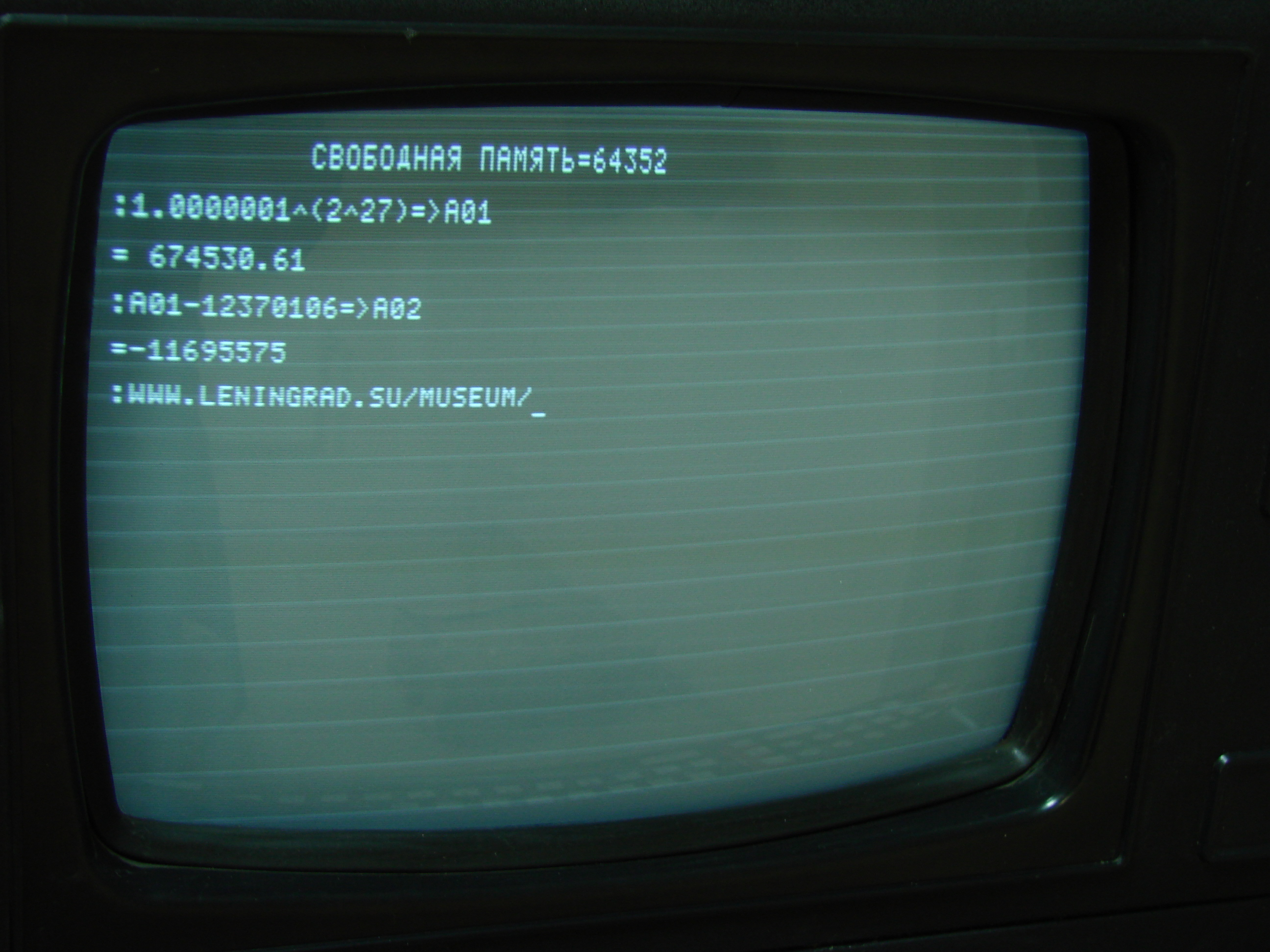
Экран монитора с примером работы встроенного интерпретатора

ПЗУ микро-ЭВМ содержало интерпретатор расширенной версии языка вычислительной клавишной программно-управляемой машины "Искры 125" - некоторого символьного Бейсик-подобного языка с операторами на русском языке.
Исполнения 8 и 9 также были оснащены тренажерами языков Фортран и Алгол 60. В Вологодском политехническом институте также разработали систему программирования на Бейсике.